# Politika zaposlovanja mladih
V skladu z opredelitvami Mednarodne organizacije dela (MOD), specializirane agencije Organizacije združenih narodov (OZN) in osrednje mednarodne organizacije na področju zaposlovanja in dela, tvori bistvo politike zaposlovanja načelo, da imajo vsa človeška bitja ne glede na osebne okoliščine pravico prizadevati si za svojo materialno dobrobit in svoj duševni razvoj v pogojih svobode, dostojanstva, ekonomske varnosti in enakih možnosti (Konvencija MOD št. 122, preambula). 
Na tej podlagi je v namen stimuliranja ekonomske rasti in razvoja, zviševanja življenjskega standarda, izpolnjevanja pogojev delovne sile ter premagovanja brezposelnosti in podzaposlenosti potrebno oblikovati in izvajati aktivno politiko spodbujanja polne, produktivne in svobodno izbrane zaposlenosti (Konvencija MOD št. 122, 1. člen). 
Politika zaposlovanja mora stremeti k zagotavljanju produktivnega dela za vse, ki ga lahko opravljajo in si tega želijo, ter k zagotavljanju svobode pri izbiri zaposlitve in možnosti, da vsak delavec, ne glede na osebne okoliščine, opravlja sebi, svojim veščinam in znanju najbolj ustrezno delo (Konvencija MOD št. 122, 2. člen). Države so pri tem nacionalnem kontekstu primerno in v okviru svoje ekonomske in socialne politike zadolžene za odločanje o uvajanju ukrepov, ki sledijo navedenim ciljem, ter za njihovo implementacijo in evalvacijo (Konvencija MOD št. 122, 3. člen).
V okviru zaposlovanja in razvoja politik na tem področju so mladi že dlje časa široko prepoznani kot ena bolj ranljivih družbenih skupin. Stopnja brezposelnosti mladih je namreč v svetovnem merilu standardno skoraj trikrat višja od stopnje brezposelnosti odraslih; prav tako je v primerjavi z odraslimi položaj mladih pri samem zaposlovanju in kasneje pri delu oz. v povezavi s pogoji dela večinoma precej slabši (ILO 2011; OECD 2009). Razlogi za to so številni in različni. Ker se pri zaposlovanju mladih poleg splošnih problematičnosti zaposlovanja izražajo tudi take, ki niso prisotne pri drugih družbenih skupinah na trgu dela, zahteva učinkovita politika zaposlovanja pod svojim okriljem obstoj specifične strategije za soočanje s položajem mladih na trgu dela. Oblikovanje t. i. politike zaposlovanja mladih tako splošni politiki zaposlovanja ponuja dopolnilo, ki lahko odločilno pripomore k njeni uspešnosti. 
Razvoj politike zahteva zavedanje o pomenu in problematičnosti področja zaposlovanja mladih ter temu primerno ukrepanje s strani nosilcev oblasti in odgovornosti za upravljanje z družbo, ki so poleg držav tudi lokalne skupnosti. Ključno vlogo slednjih pri implementaciji ukrepov, namenjenih mladim, med drugim redno poudarja EU, ki v okviru svojih priporočil državam na tem področju posebej spodbuja medsektorsko sodelovanje, izvajanje aktivnosti na vseh ravneh oblasti ter sodelovanje nosilcev oblasti z vsemi ostalimi deležniki, kot so delodajalci, izobraževalne institucije in civilna družba, zlasti pa mladi in mladinske organizacije (Svet EU 2010; Evropska komisija 2009).
Vir: Bakovnik N., Beočanin T., Berglez S., Dadič K., Lebar L., Lebič T., Mesec S., Mužica R., Praprotnik L., Ranc I., Straus M. (2012). Lokalna mladinska politika. Ljubljana: Zveza ŠKIS; Ajdoščina: Mladinski svet.